# دييغو مورايس باتشيكو
دييغو مورايس باتشيكو (11 فبراير 1983 بريو دي جانيرو في البرازيل - ) هو لاعب كرة قدم برازيلي في مركز الدفاع. لعب مع هانزا روستوك ونادي أولاريا أتلتيكو وجمعية أرابيراكا الرياضية ونادي فولتا ريدوندا وCentro de Futebol Zico Sociedade Esportiva ‏ وNacional Futebol Clube ‏ ونادي بانغو أتلتيكو ونادي فيلا ريو.

## وصلات خارجية
- دييغو مورايس باتشيكو على موقع قاعدة بيانات كرة القدم.إي يو (الإنجليزية)
- دييغو مورايس باتشيكو على موقع بيانات كرة القدم. دي إي (الألمانية)
- دييغو مورايس باتشيكو على موقع عالم كرة القدم.نت (الإنجليزية)